# ІЖ-27175
Модель ІЖ-27175 є вантажною модифікацією автомобіля ІЖ-2717 з використанням вузлів автомобіля ВАЗ-2104.
Великий відсоток використання деталей і вузлів, уніфікованих з продукцією ВАТ «АвтоВАЗ», дозволив зробити автомобіль надійним, простим в обслуговуванні і дешевим в експлуатації. Для підвищення зносостійкості покриття, фарбування кузов а ІЖ-27175 проводиться з використанням процесу катафорезу.
ІЖ-27175 випускається у варіантах: з підйомною задніми дверима і з відкидним заднім бортом (ІЖ-27175-030).

## Галерея ІЖ-27175

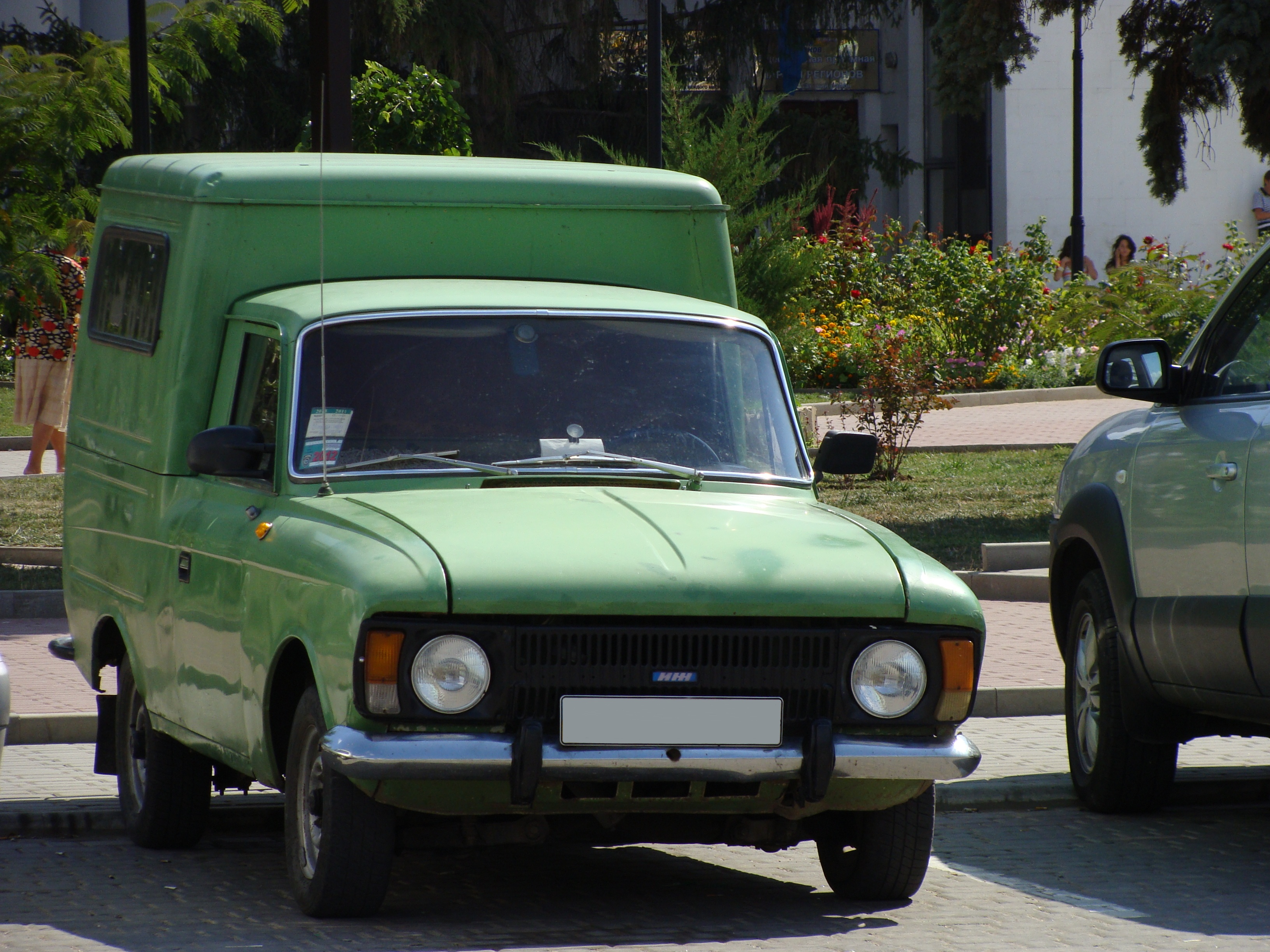
ІЖ-2715, попередник ІЖ-2717
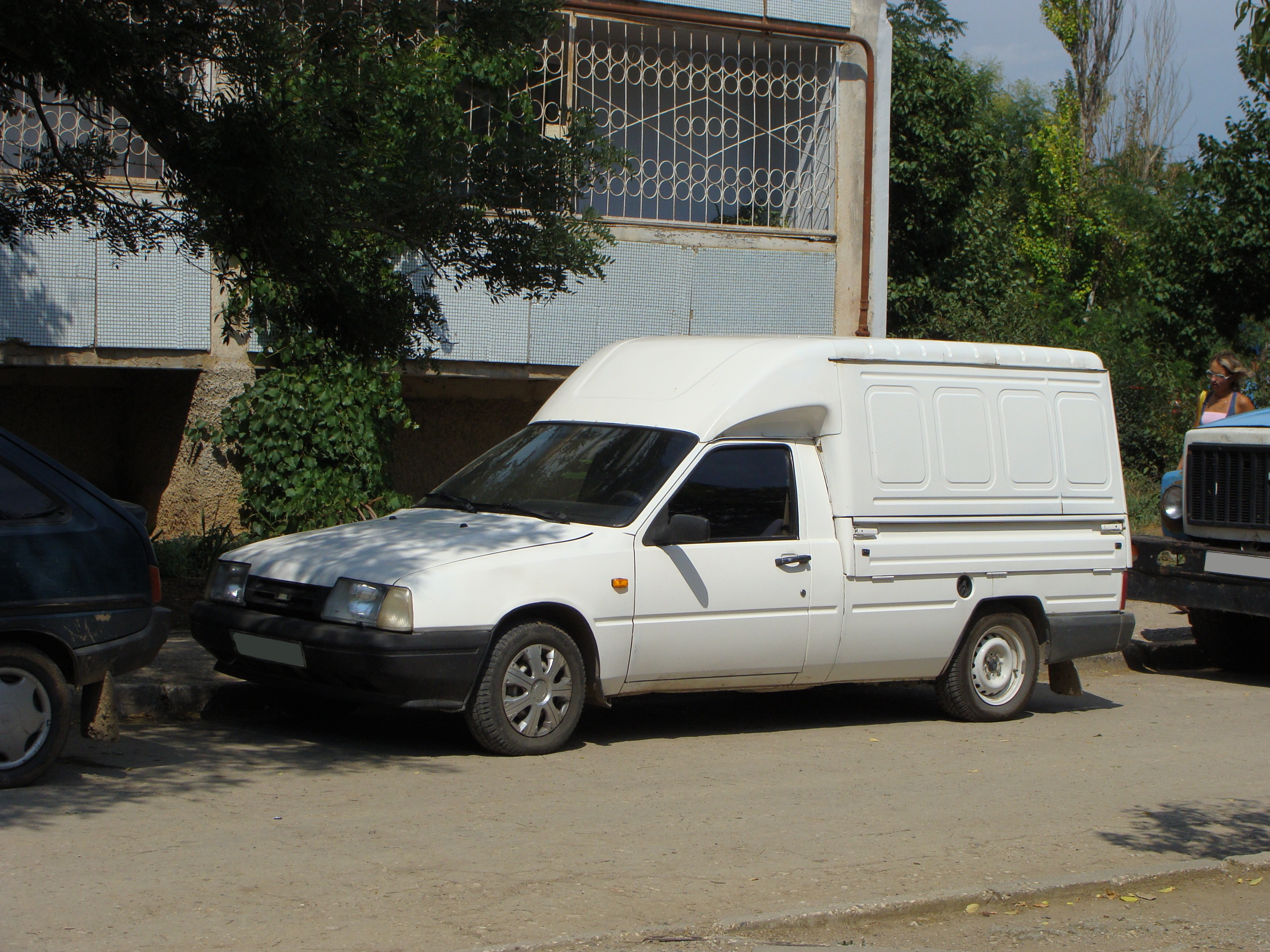
ІЖ-2717, попередник ІЖ-27175
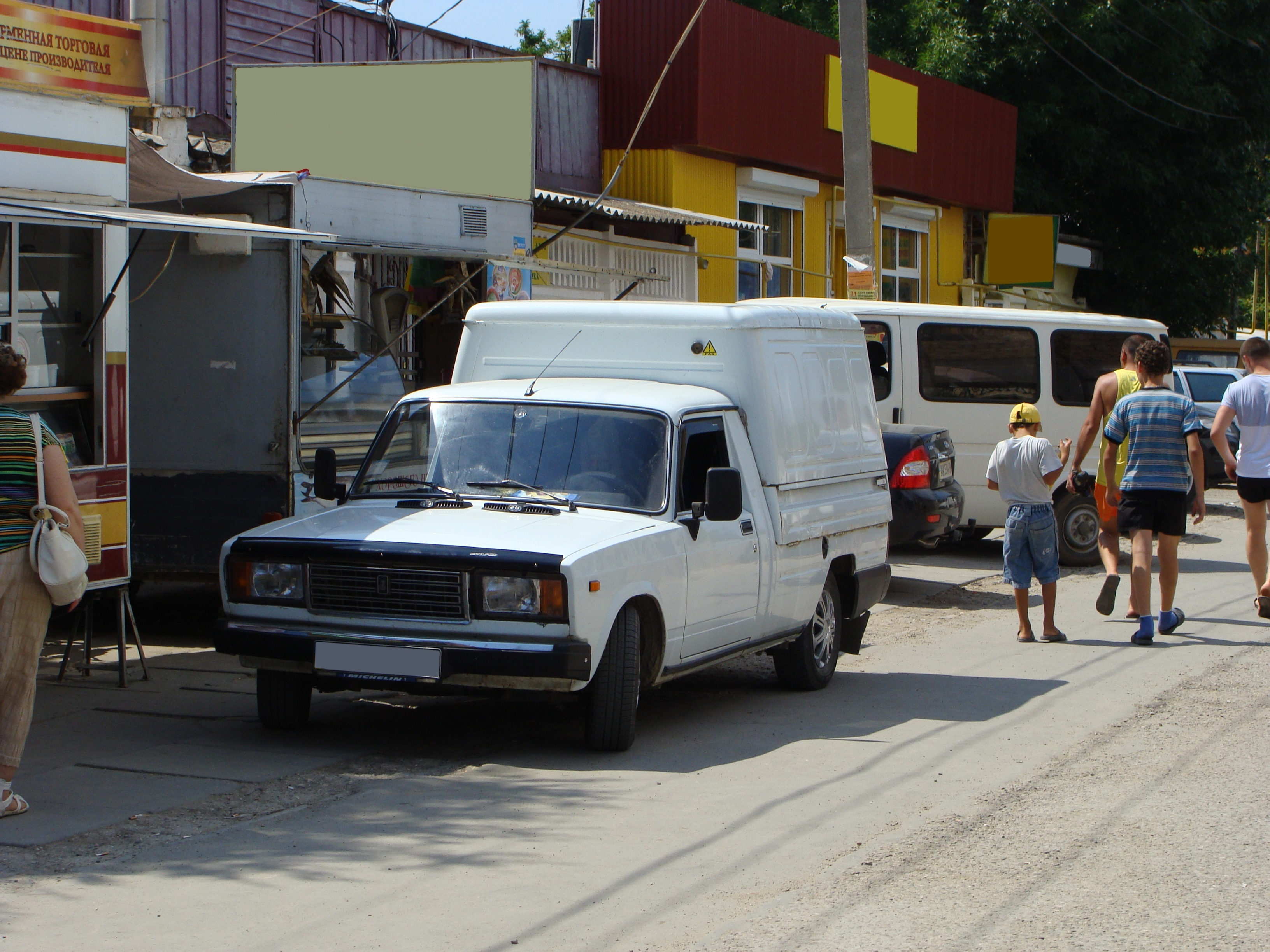
ІЖ-27175
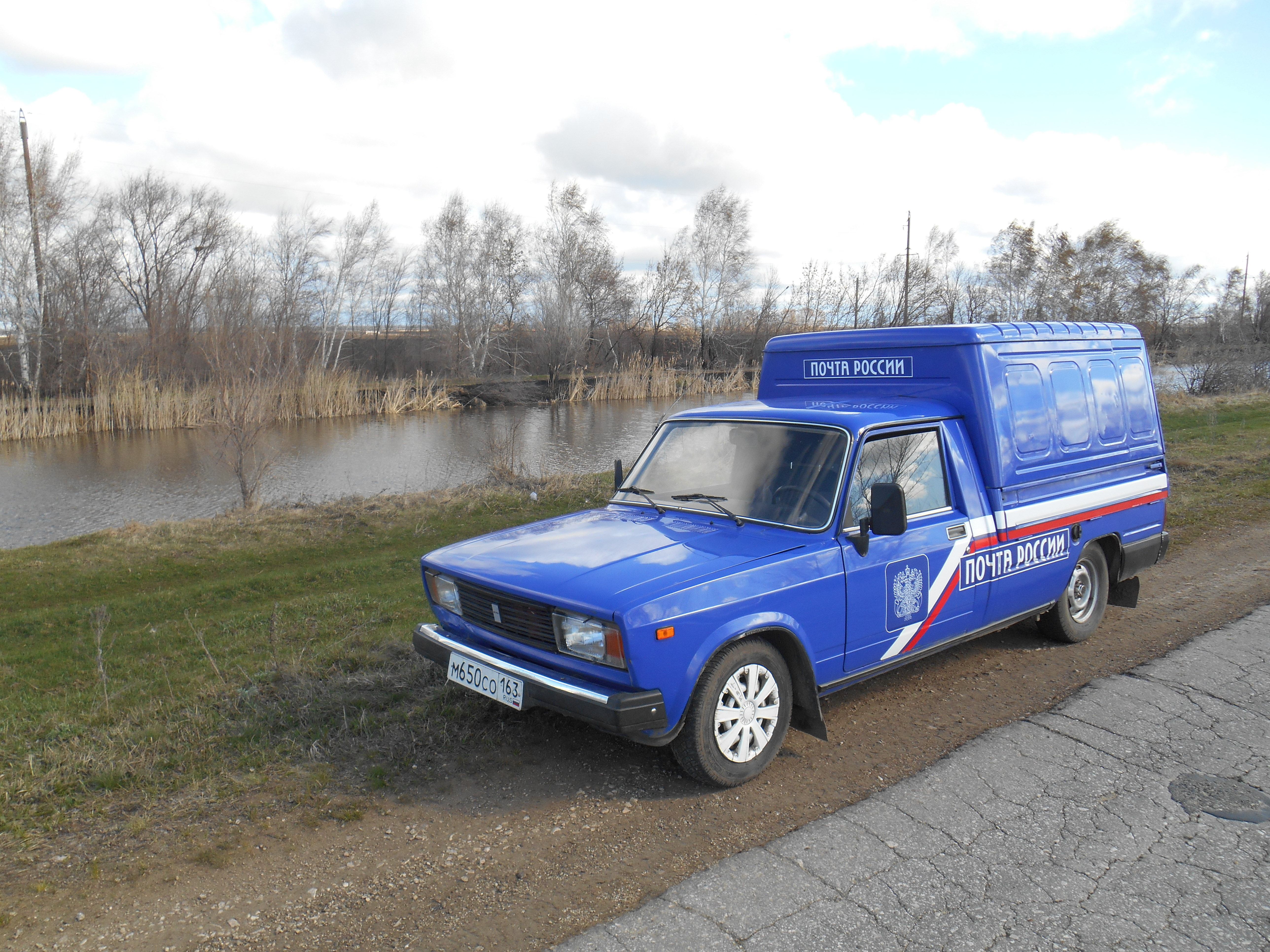
ІЖ-27175